# 軌陸車

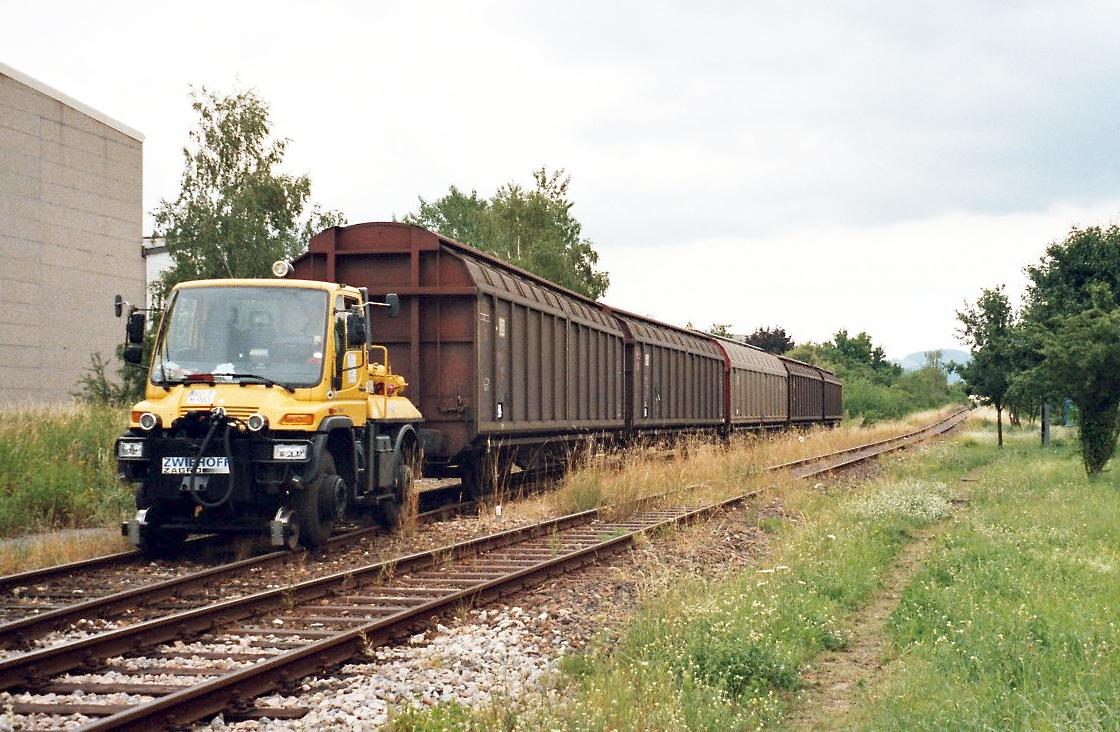
ドイツのフィルンハイムで使用されているベンツ・ウニモグ

軌陸車（きりくしゃ）とは、軌道と道路の両方を走ることのできる車両である。一般的に、鉄道保線・電車線工事用などに使用される。

## 概要

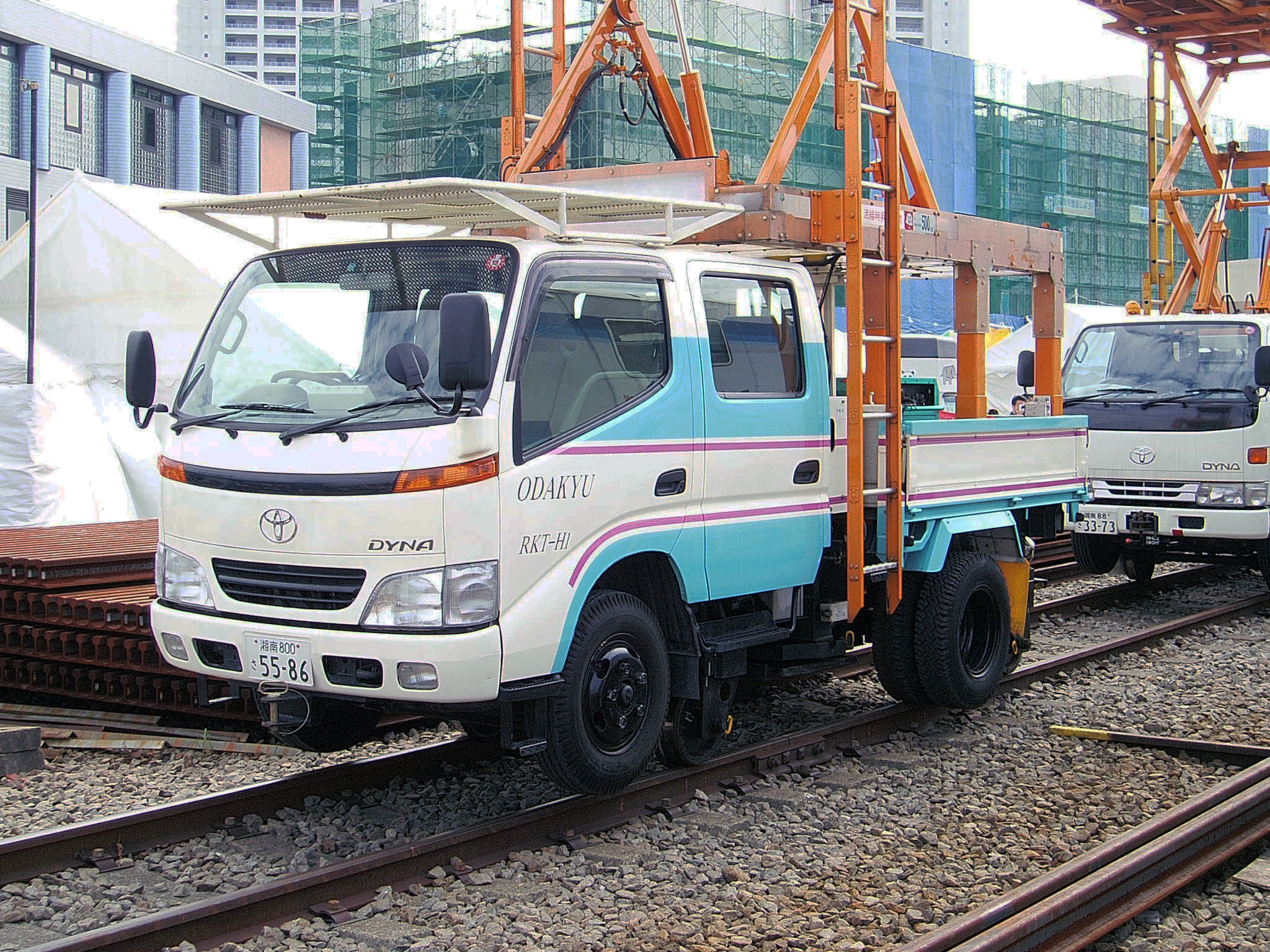
架線点検用の軌陸車（トヨタ・ダイナがベース）

「軌陸車」とは、線路等の工事または作業に使用する機械で軌道及び一般道路を走行できるものをいい、保守用車に含まれる。
通常の保線用鉄道車両は、終列車が通過して線路閉鎖が行われてから車庫を出発し、現場への移動をするという時間ロスを生じるが、この軌陸車であれば予め現場付近の踏切横などで待機しておき、線路閉鎖後にそこから入線し最小限の移動で迅速に作業を開始することが可能である。このため特に作業時間が限られる（終電が運行終了してから始発便が動き出すまでの4時間程度しかない）大都市での鉄道会社などで重宝されている。
基本的にはトラックなどをベースに、軌道走行用の装備を付けたものである。軌道への乗り入れは、保線部門敷地の専用スロープや踏切からされる。踏切から載線する場合は、線路上に線路と直角方向に停車させた上で、車両下に装備されたジャッキとターンテーブルで車両を持ち上げる。車両を人力で回転させ線路と並行にした上でジャッキを下ろし、載線する。自動車としての区分上は特種用途自動車（いわゆる8ナンバー）に分類される。ラフテレーンクレーンに軌道走行装置を取り付けたものは、大型特殊自動車（9ナンバー）に分類される。と思われてきたが、高所作業車、ラフテレーンクレーンはもともと特殊用途自動車であるため軌陸でなくても8または9ナンバーであった。自積載クレーン付きトラック、平ボディ、ダンプなど貨物用軌陸自動車は4または１ナンバーである。
道路上では一般の自動車として走行し、線路上では油圧などでレール上に鉄輪を降ろして走行する。線路上を走るときにエンジンの動力をレールに伝える手段としてはタイヤ駆動（後輪ゴムタイヤを鉄輪と同時にレール面に接触させて推進する方式〈デュアル・モード・ビークルなど〉）と鉄輪駆動（タイヤから摩擦車の原理で動力を伝える方式、あるいは油圧モーターで直接駆動する方式など）がある。軌道上では道路上ほどの走行性能が得られない場合が多いが、保線などの作業用では速度は問題にならない。
これらの軌道走行装備を施して重量の増した車両が、自動車検査証の車両総重量を超過している事例が2005年（平成17年）頃に問題視された。調査の結果、測定した車両の4割で重量が超過しており、調査対象となったメーカー29社中24社で重量超過が確認される事態となった。特にそのうち11社については転車台を取り外す、または模擬転車台を取り付けるなどの方法で、自動車検査証（予備検査証）を不正に取得していた。不正行為を行ったメーカーには国土交通省より警告書の交付が行われ、それ以外の重量超過が確認されたメーカー及び鉄道事業者等の自動車使用者に対しても指導が行われた。
一方、自動車に改造を加えることなく、軌陸車同様に軌道上を走行できる特殊な台車も開発されている。この方法では市販の自動車をそのまま使用するため、上記のような問題は発生しない。この台車は軌陸車として用いる自動車自体に積載して運搬する方法をとるが、台車の重量が自動車の最大積載量を超えない限り、道路運送車両法や道路交通法にも抵触しない。
公道を走行できない物として、軌道走行装置を備えたバックホウなどがある。

## 軌陸車と軌道回路
もし軌陸車の左右鉄輪間が導通しているならば軌道回路により軌陸車は検知されるかもしれないが、その重量が軽いため接触不良を起こし確実とはいえない。左右の鉄輪間が絶縁されているならば軌道回路により検知されないので踏切等での誤動作は避けられるが、線路閉鎖が必須となる。
一般に保線作業は営業運転されていない時間（終電から始発電車まで）に行われるため、線路閉鎖し信号システムに影響を与えない様、絶縁して使用されることが多い。
信号制御の都合上、逆進運転を行うと支障が出る。踏切付近で作業の場合、鳴りっぱなしになる。構内作業において他の車両の進路構成に支障が出る。これらの理由が絶縁走行の主たる理由である。事実、絶縁短絡切り替えが出来る軌陸車は多く存在する。

## ギャラリー

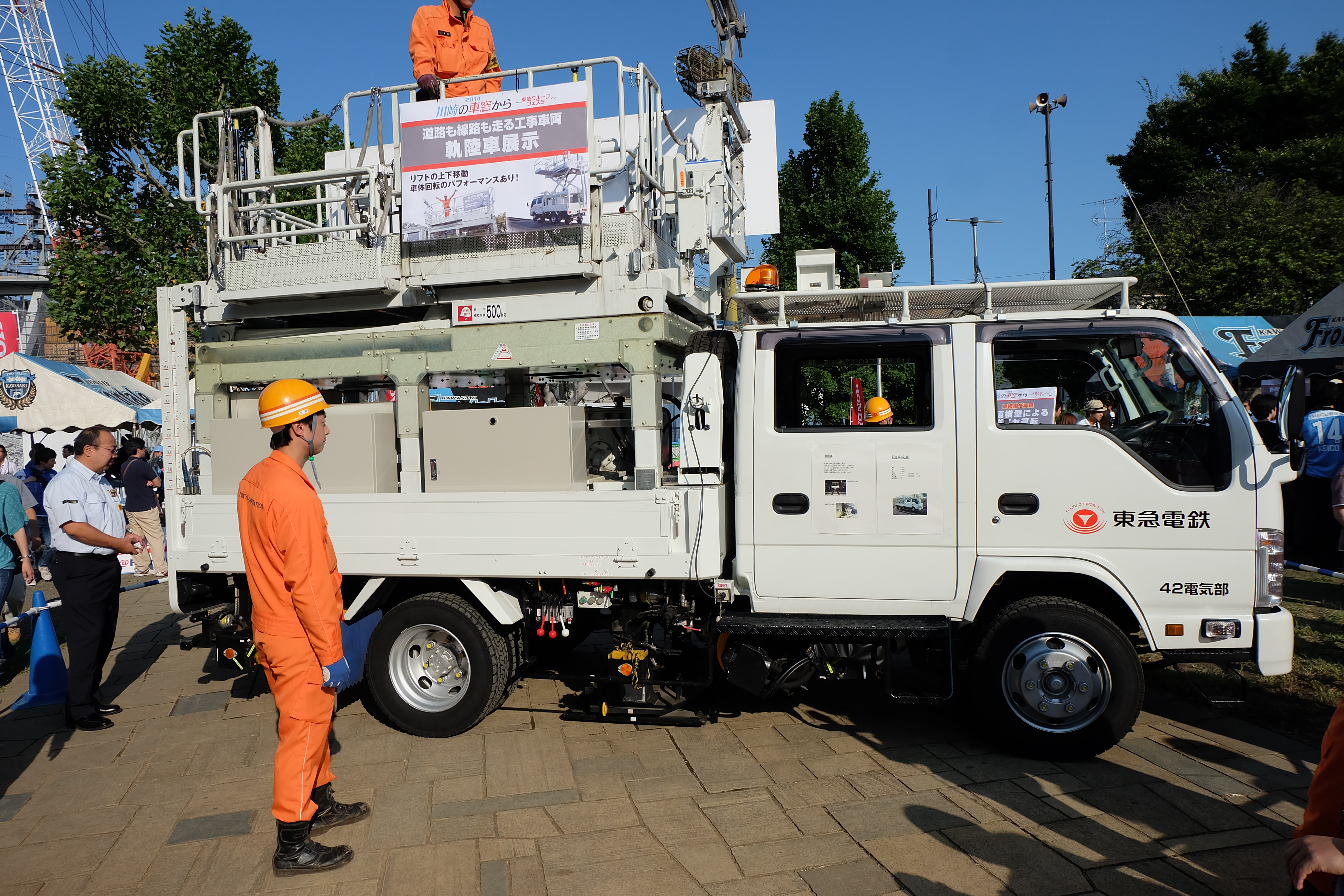
東京急行電鉄電気部所有の軌陸車（6代目いすゞ・エルフ）
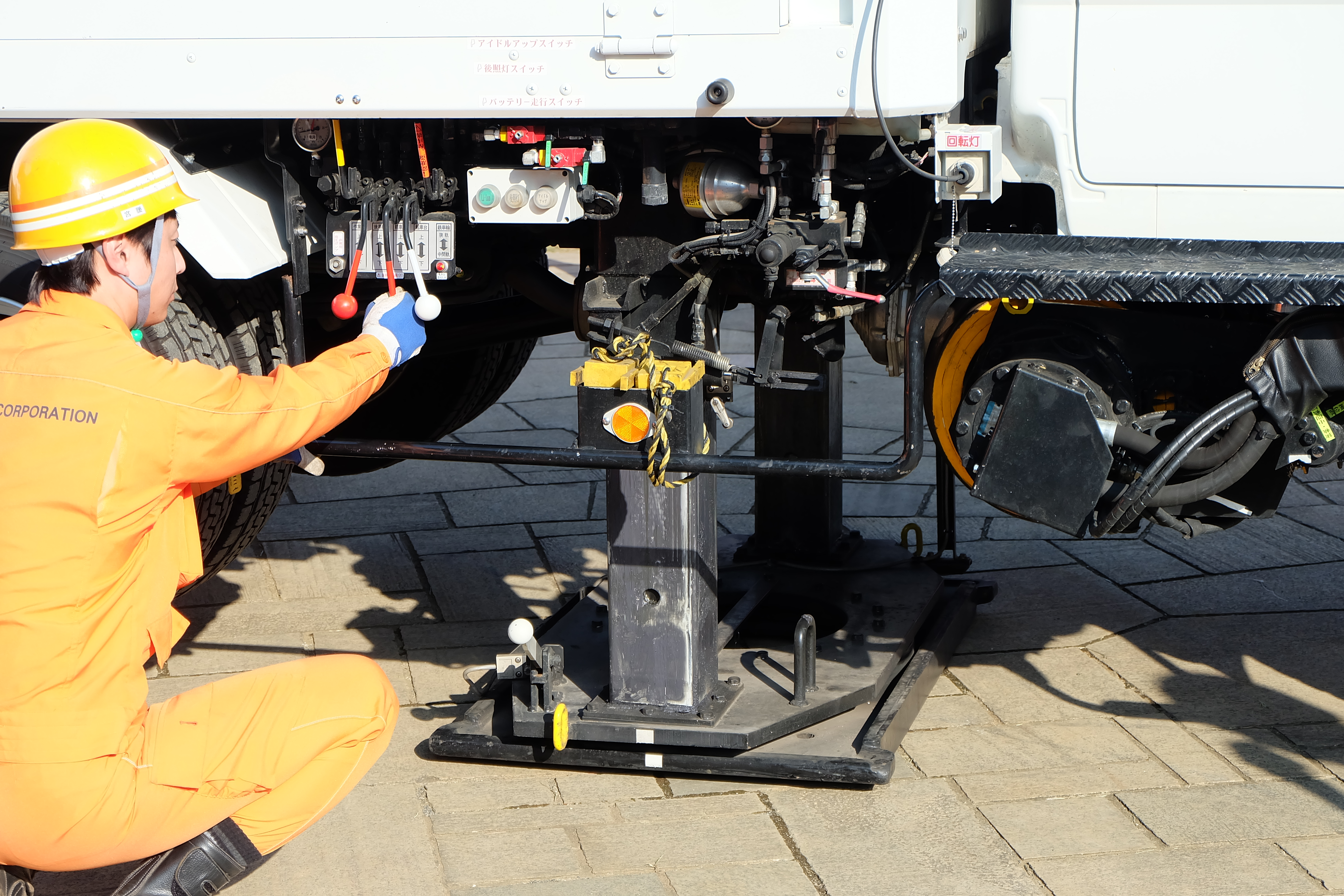
軌陸車を道路から線路に移す実演。軌陸車中央のジャッキで車体を持ち上げる。
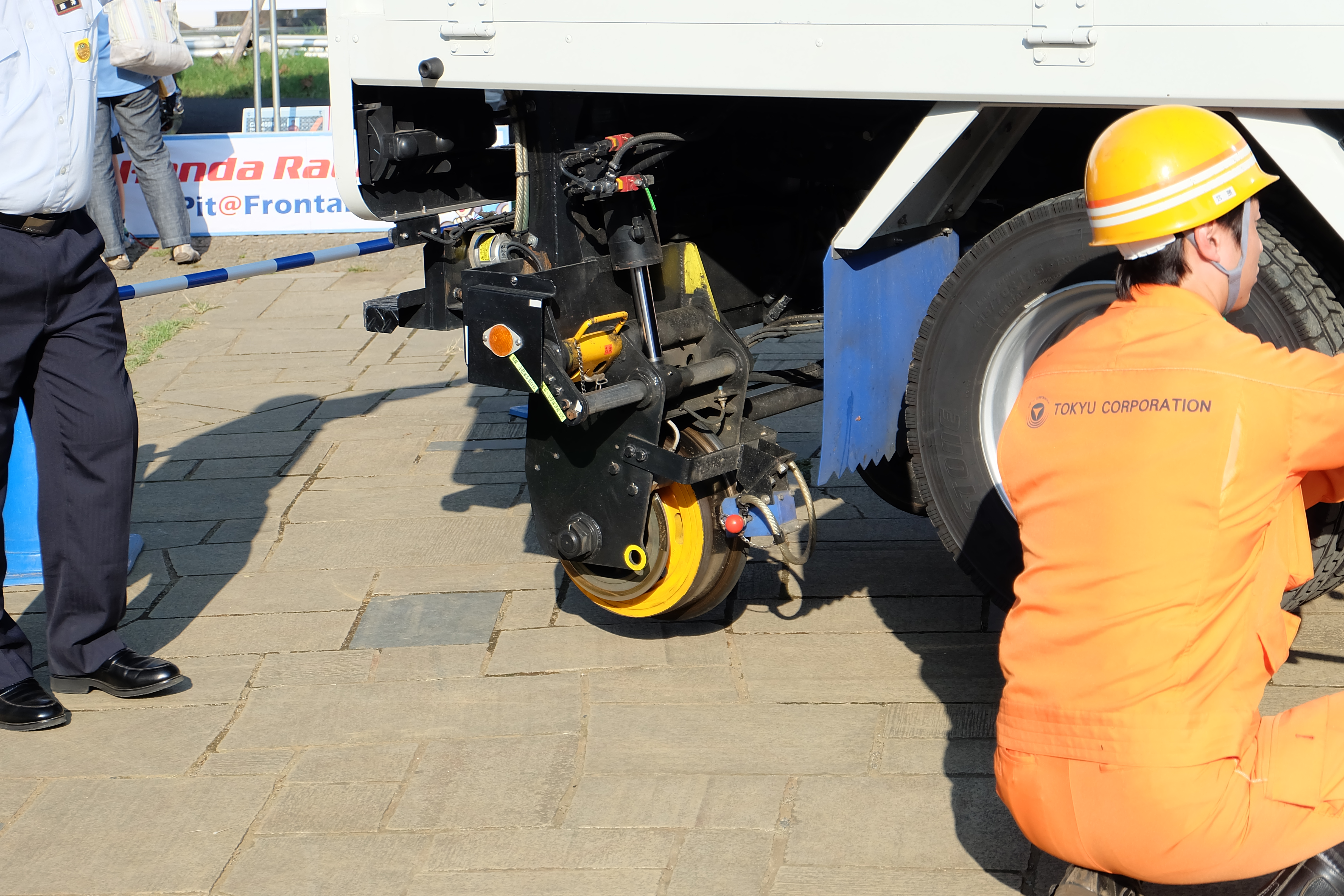
道路走行用のタイヤとジャッキの間に線路走行用の車輪がある。
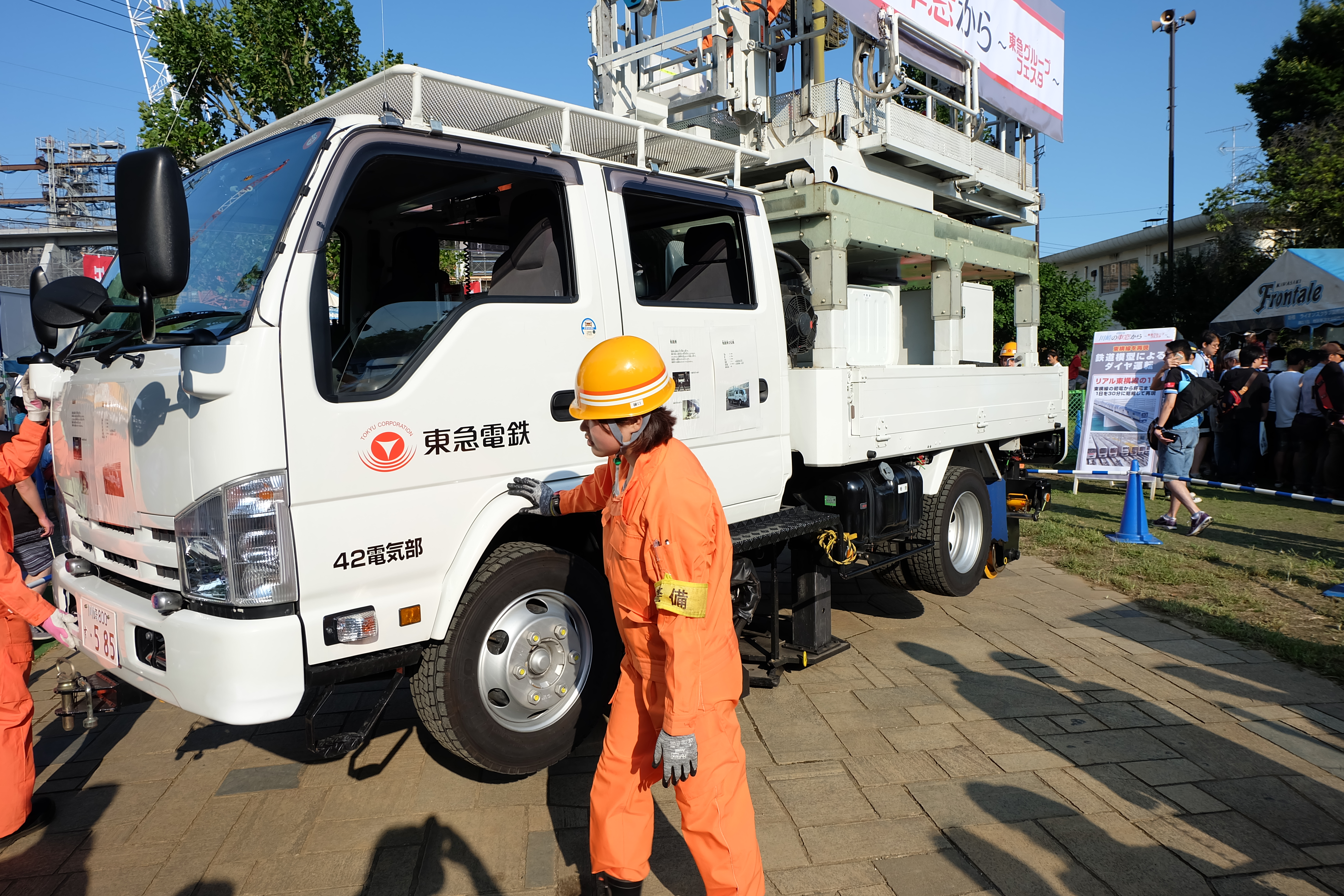
踏切の上でジャッキアップの後、車体を90度回転させて位置を合わせた後、車体を下ろして線路に載せる。
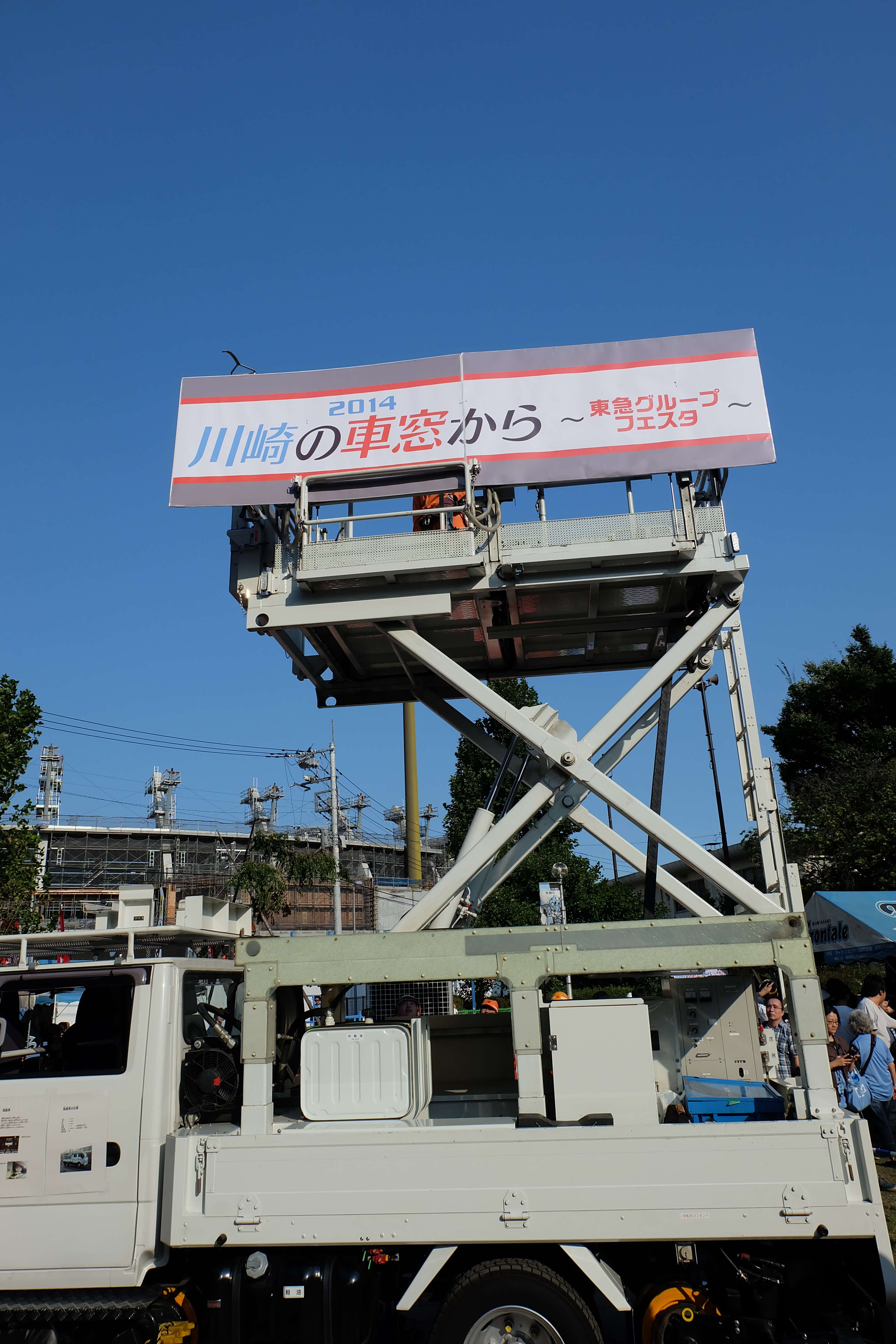
軌陸車のリフトを上昇させたところ